# In papyro
 
'in papyro'（イン・パピロ）は、in vivo （生体内で）や in vitro （ガラス、すなわち試験管内で）などに準じて作られた用語で、文字どおりには「紙内で」の意味で実験をせずに紙上での計算などの思考過程のみの研究を意味する。
実際に対象物を取り扱わず、計算で結果を予測する手法を指して in papyro と呼ぶ。シミュレーションを行うという点で、in silico と重なる。
天体の運行の予測や理論物理学など、実際の実験での再現が困難な用途にも in papyro の手法は適用される。近年ではコンピュータシミュレーションの台頭により、コンピュータを使用せず専ら紙上の思考と手計算に頼るタイプの in papyro 研究は徐々に廃れつつある。